# Cedegolo
Cedegolo (lombardul: Sedégol) település Olaszországban, Lombardia régióban, Brescia megyében. Lakosainak száma 1091 fő (2023. január 1.). Cedegolo Berzo Demo, Cevo, Cimbergo, Paspardo, Sellero és Capo di Ponte községekkel határos.

## Népesség
A település lakossága az elmúlt években az alábbi módon változott:
| Lakosok száma | 1215 | 1173 | 1091 |
|               | 2017 | 2018 | 2023 |